# Långa raden, Drottningholm

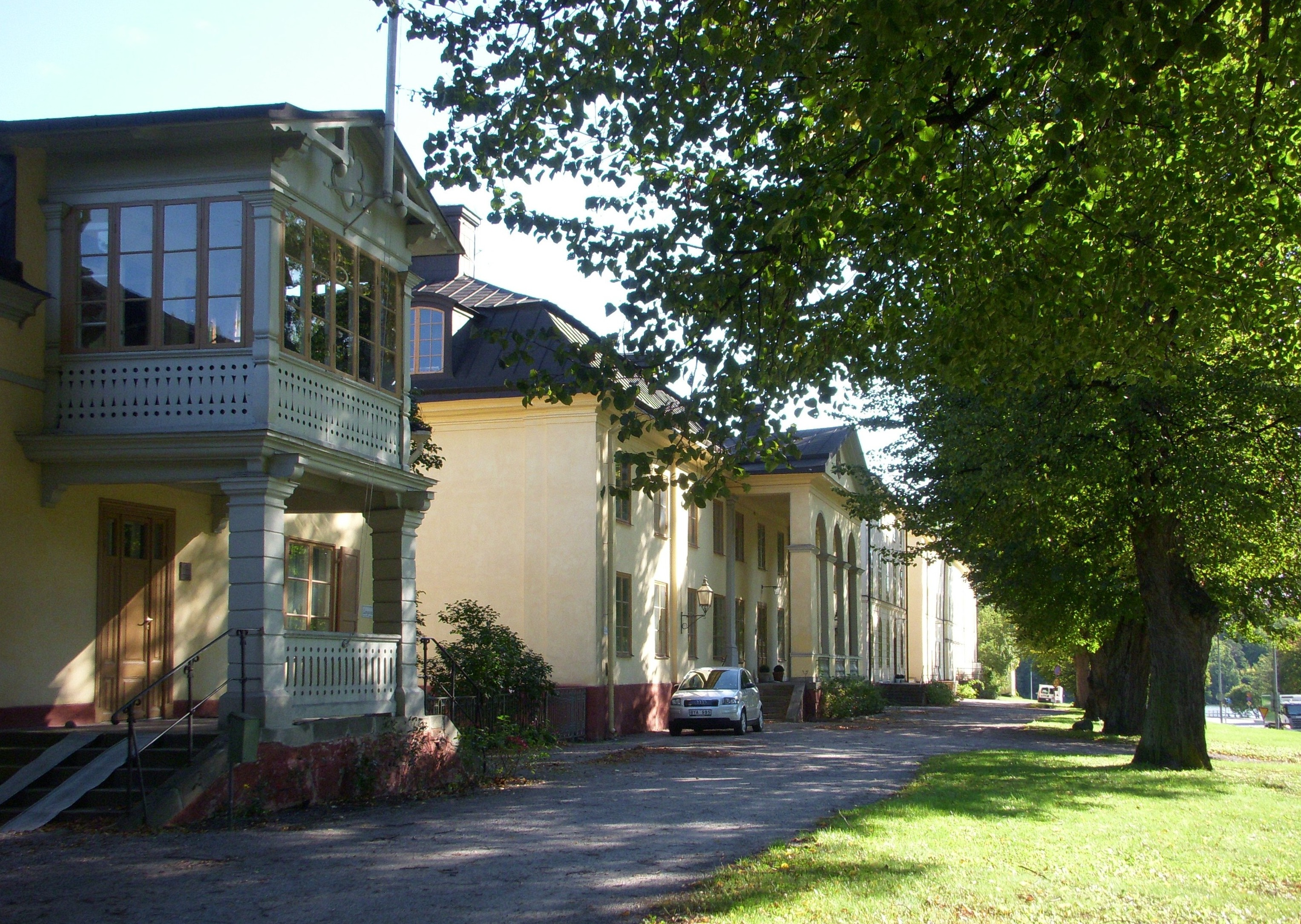
"Långa raden" på Drottningholmsmalmen med sina ursprungliga alléträd, vy mot öst.

Långa raden ligger inom Drottningholmsmalmen på Lovön, Ekerö kommun. Långa raden sträcker sig i öst-västlig riktning parallellt och norr om Ekerövägen. Dess byggnader anlades på 1780-talet på initiativ av Gustav III. Långa raden med Kavaljershuset, Apotekshuset, Kanslihuset och Inspektorsbostaden tillhör svenska staten och är sedan 1935 byggnadsminnen som förvaltas av Statens fastighetsverk. De ingår sedan 1991 även i världsarvet Drottningholm.

## Historik
På 1700-talet var bebyggelsen på Drottningholmsmalmen oreglerad och beboddes till en början av de hantverkare och andra som byggde slottet och dess omgivningar och senare av dem som behövdes för skötseln av slottet och hovets behov av service. 

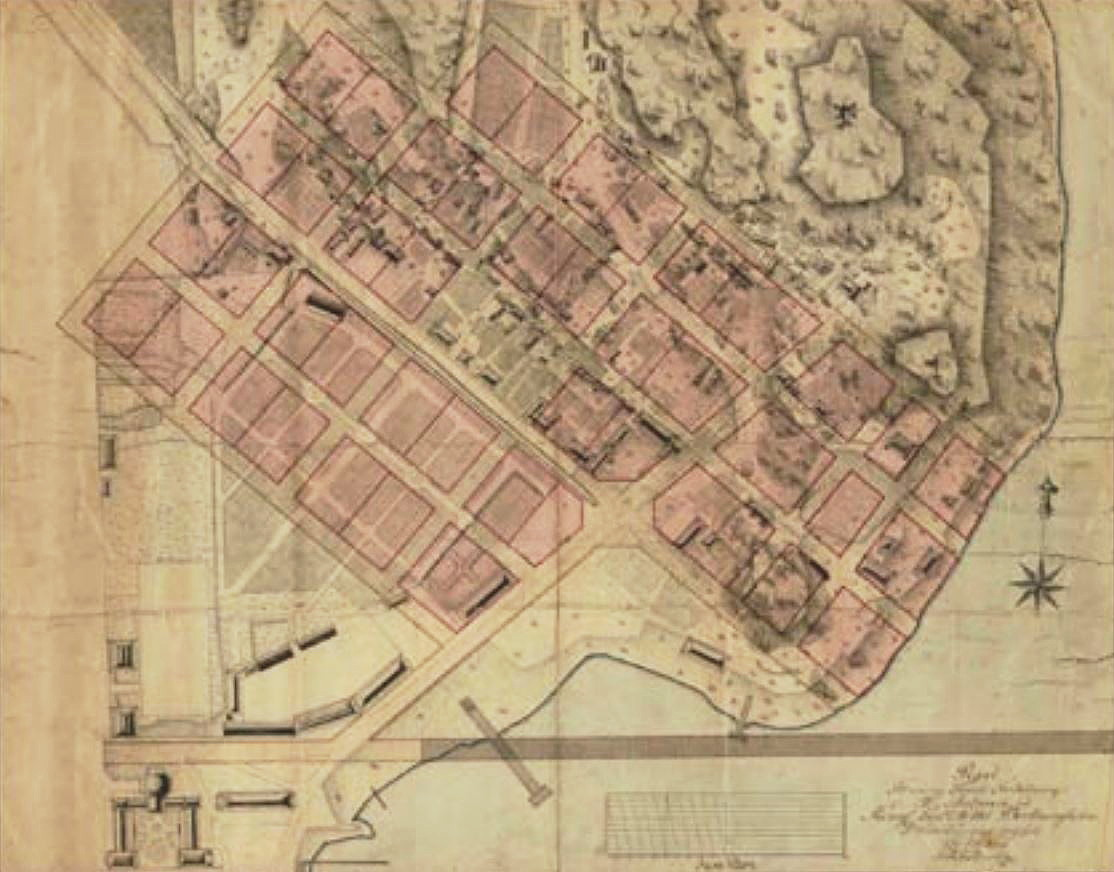
Rutnätsplan från 1783.

År 1782 fick området stadsprivilegier av Gustav III, som ville uppmuntra näringsidkare att etablera sig på platsen. I samband med att Drottningholmsmalmen fick stadsrättigheter upprättades år 1783 en stadsplan av rutnätstyp som dock aldrig fullbordades. Enbart Långa raden och Dragonvägen i öst-västlig riktning samt Malmbacken och Kvarnbacken i nord-sydlig riktning följer idag rutnätsmönstret.
Gustav III lät uppföra Långa raden, bland annat för slottets administration, värdshus samt andra byggnader eftersom det var nödvändigt att där bereda plats för övernattning för slottets gäster och deras uppvaktning. Långa raden tillkom i samband med den nya landsvägen (Drottningholmsvägen), som anlades till Drottningholm på 1780-talet. Färdvägen krävde en ny värdig vy över slottsområdets norra del.
En lång rad höga byggnader utformades som en skärmvägg mellan vägen och  den enklare bebyggelsen på Drottningholmsmalmen. Ända fram till år 1891 gick landsvägen framför Långa radens byggnader, sedan flyttades vägen tio meter söderut. Än idag finns den gamla vägsträckningen med sina alléträd kvar längs Långa raden.

## Byggnader i urval
- Kavaljershuset (Långa raden 3): Ursprungligen var planlösningen ett centralt korridorsystem med innanför liggande rum med sovalkov. Här bodde kungliga hovets kavaljerer. På Drottningholm har det funnits postkontor från 1778 till år 2000 och den längsta tiden låg det i Kavaljershuset.[4]

- Apotekshuset (Långa raden 4): Byggnaden härrör från 1790-talet och innehöll förutom apotek även läkarmottagning och bostäder för apotekaren, läkare och barnmorska. Omkring 1880 nyinreddes apoteksrummen och inredningen skänktes till Nordiska museet. Den ursprungliga apoteksinredningen, som är Sveriges äldsta bevarade, kan numera beses i Apoteket Kronan på Skansen.[5]

- Kanslihuset (Långa raden 5): Huset byggdes 1787 som kontor och bostäder för landshövdingen och hans tjänstemän för det då nyinrättade Drottningholm och Svartsjö slotts län. I bottenvåningen låg kontorsrum och den stora kanslisalen, i övervåningen fanns bostadsrum. [6]

- Inspektorsbostaden (Långa raden 6): Huset uppfördes troligen mellan 1785 och 1787 som bostad för slottsträdgårdsmästaren Johan Daniel Happée, verksam på Drottningholm 1770-1815. År 1817 upprättades ett förslag om påbyggnad av huset med en våning, ritad av arkitekt Gustaf af Sillén.[7]

- Minerva (Långa raden 7 / Dragonvägen 17): Kvarterets bebyggelse uppfördes 1795 efter ritningar av Louis Jean Desprez för  parkettmästaren S. Molin, verksam vid Drottningholms slott.

## Bilder

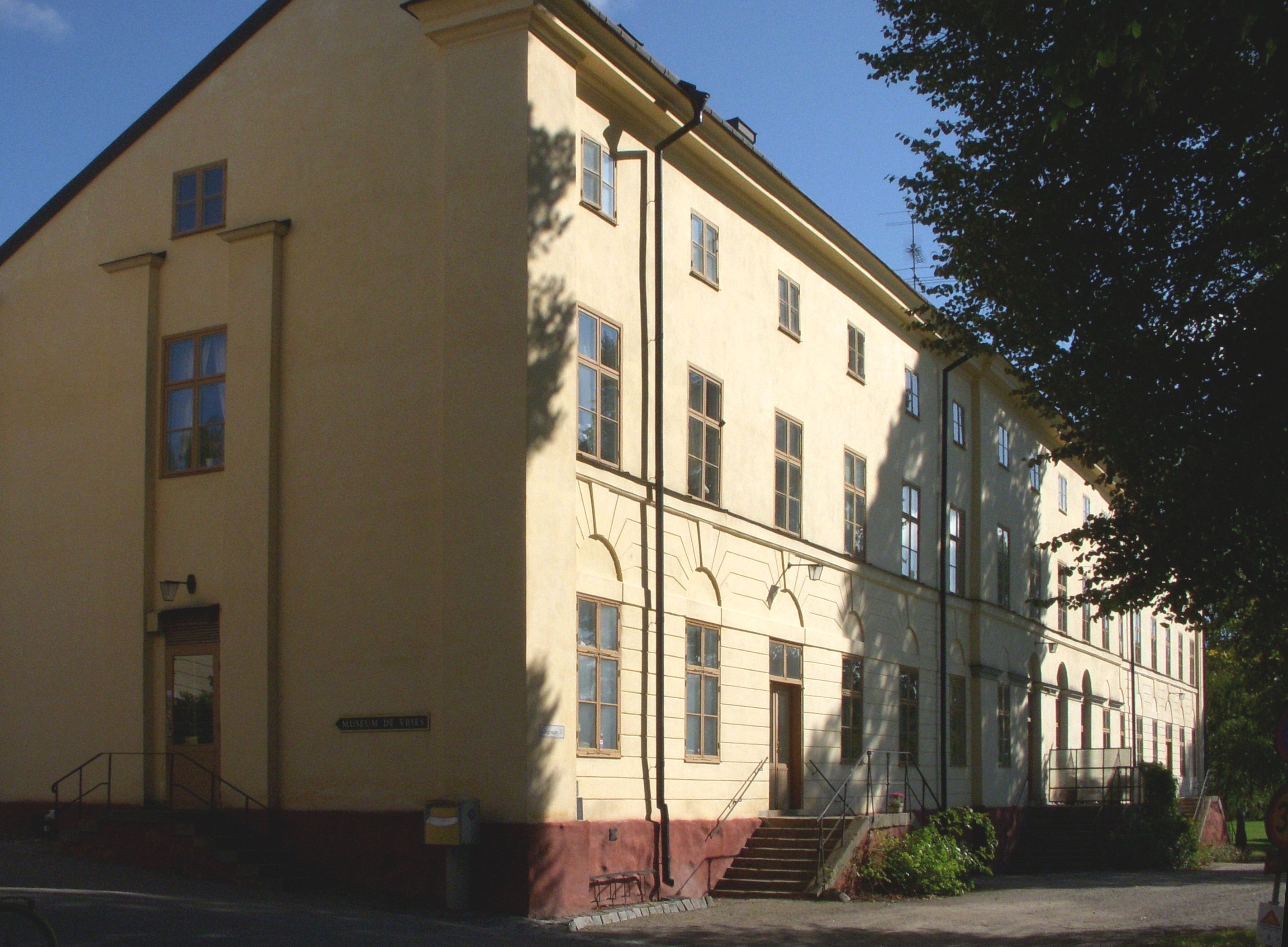
Kavaljershuset
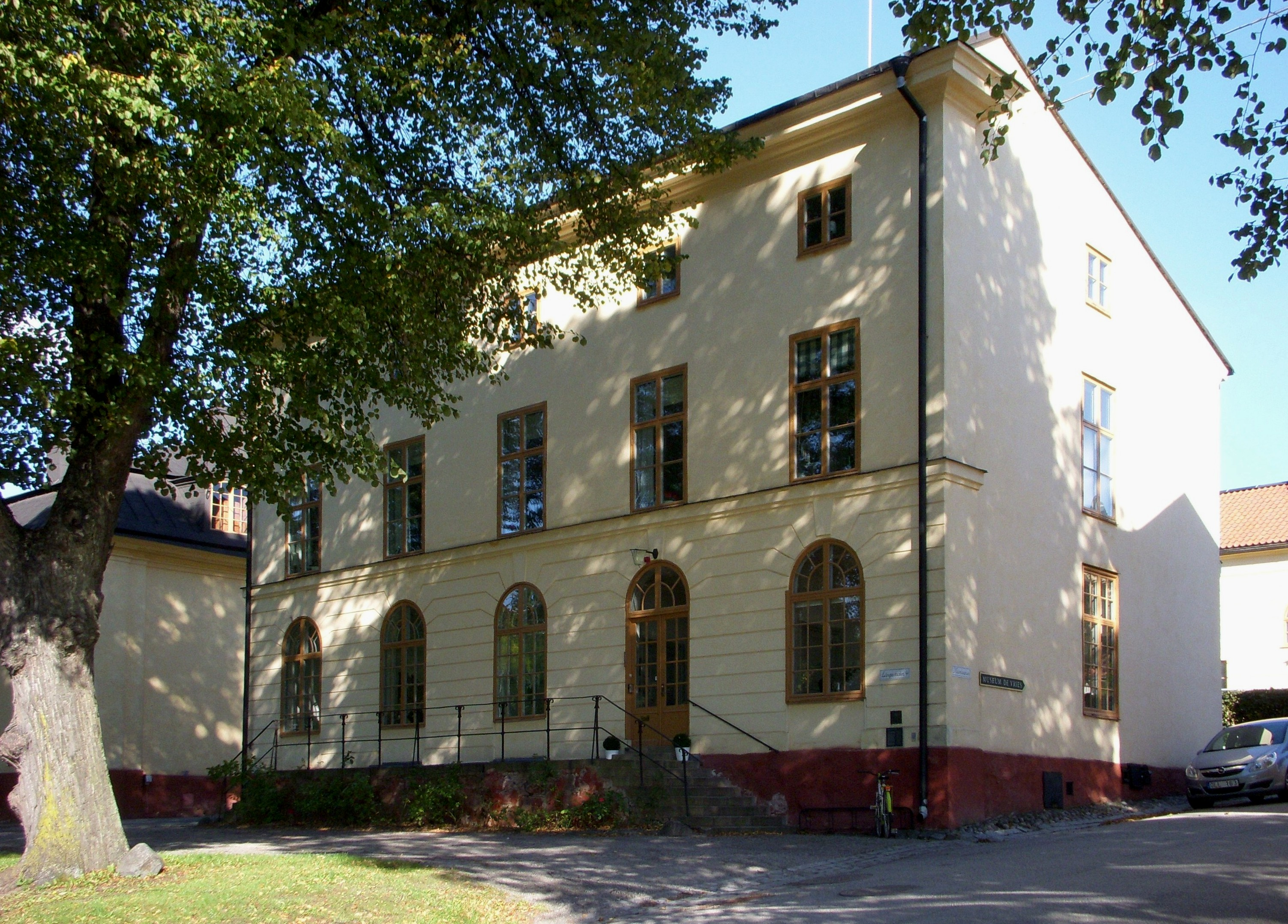
Apotekshuset
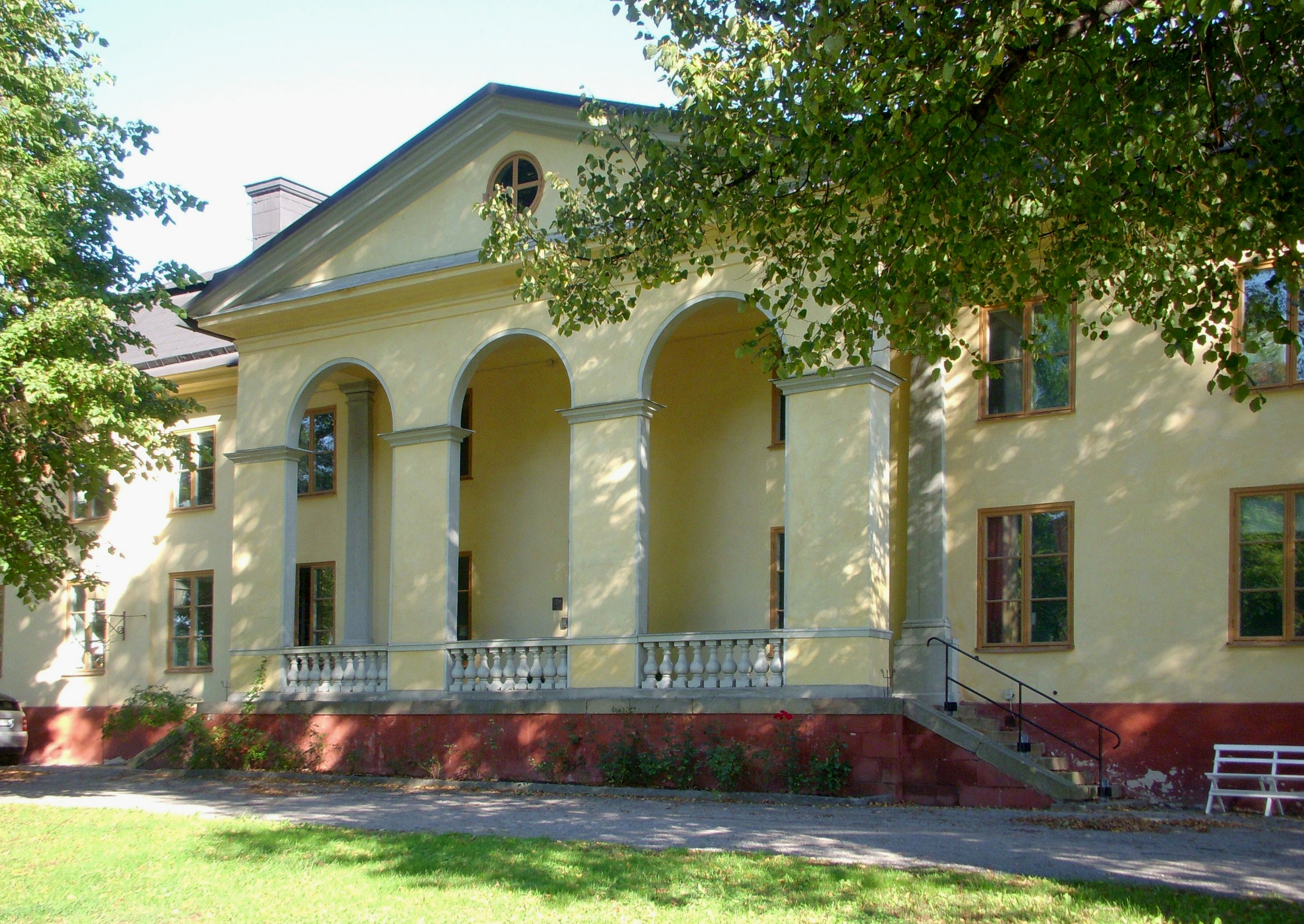
Kanslihuset
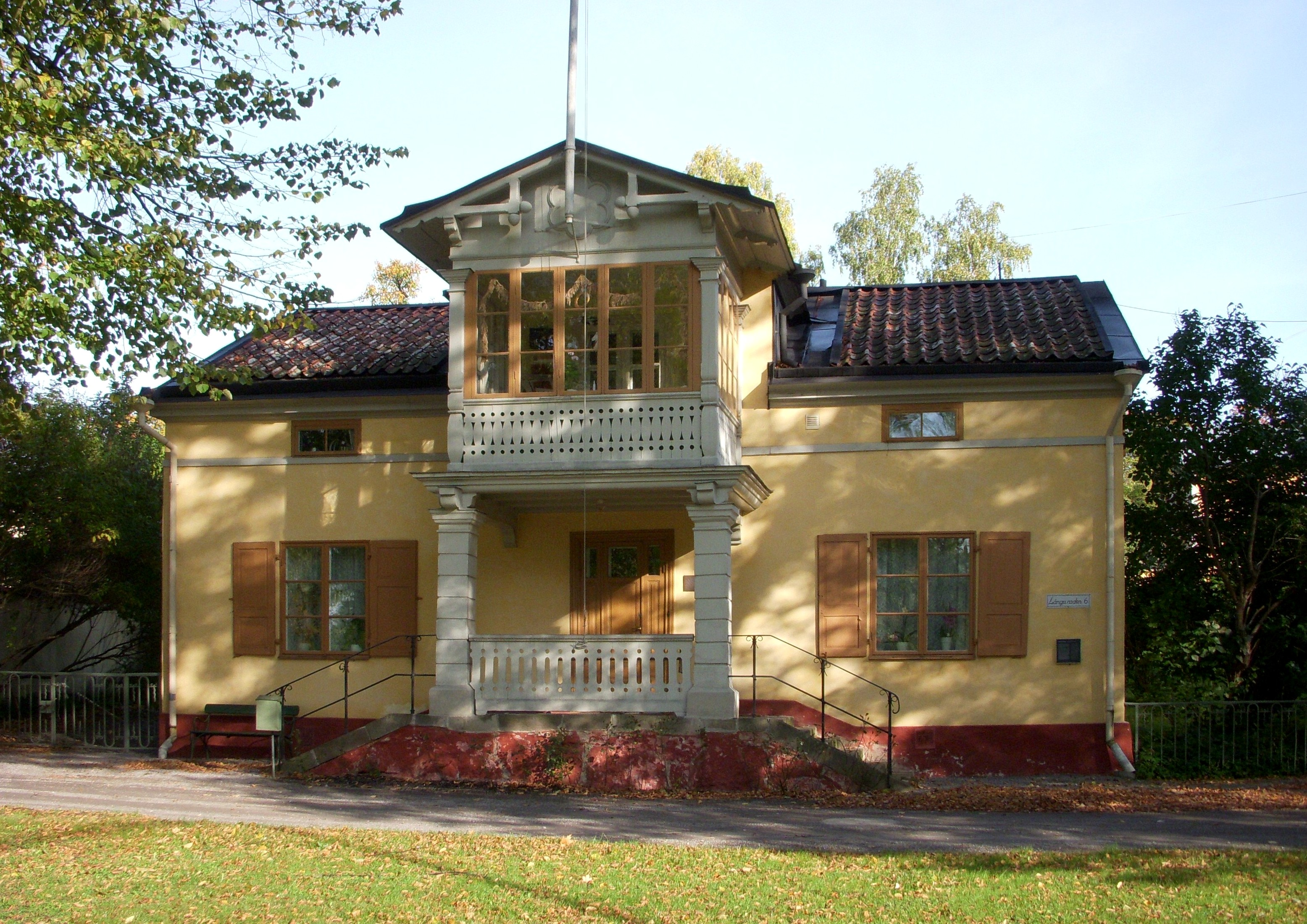
Inspektorsbostaden
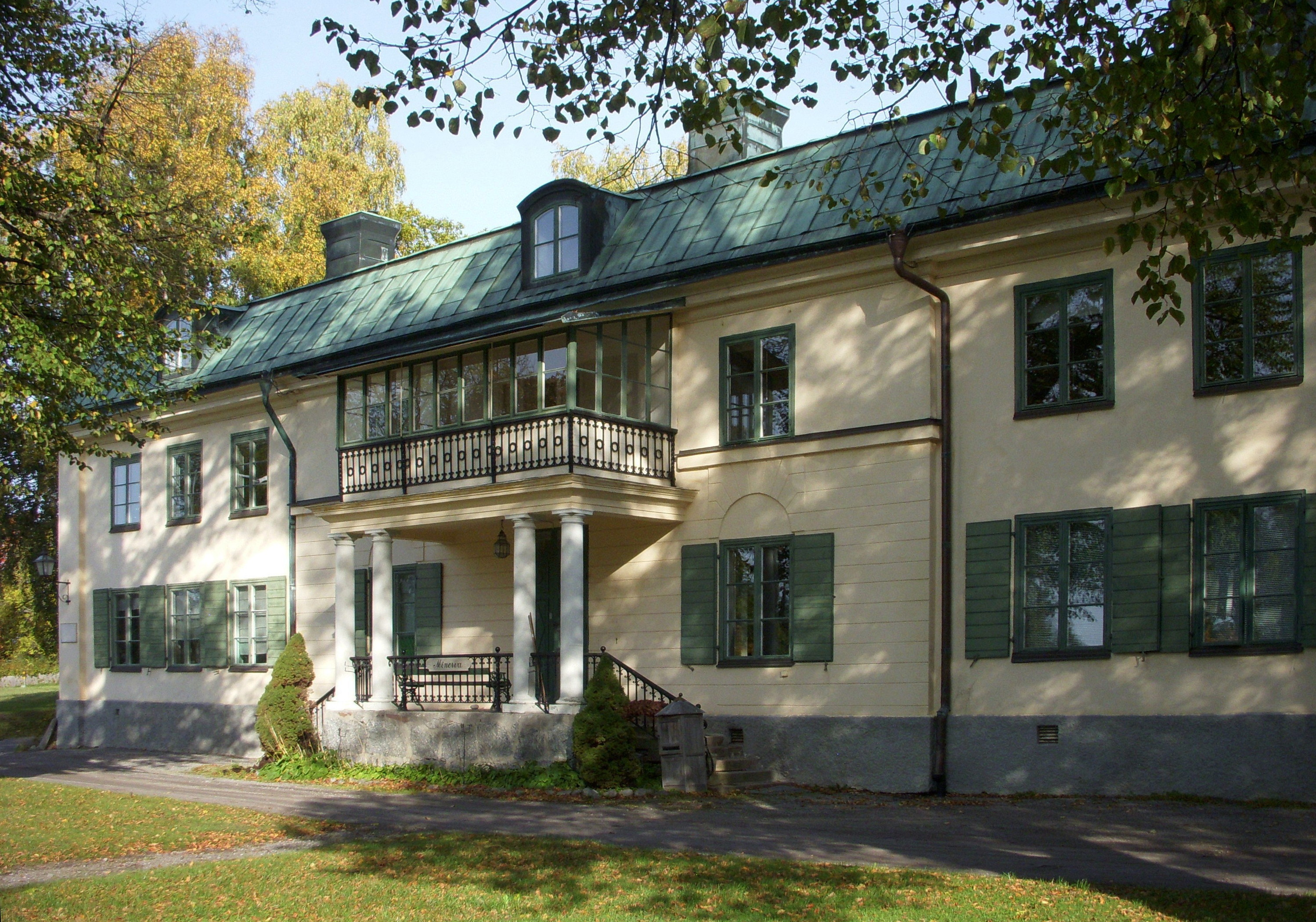
Minerva